# 上海市浦东新区浦东殡仪馆
上海市浦东新区浦东殡仪馆是位於中華人民共和國上海市浦東新區的一個殯儀館，占地58772平方米，建筑面积8940平方米，內有焚尸爐。殯儀館成立于1957年5月，最初地址位於位于东陆路530号，名為新陆火葬场。1993年搬遷至龚路支路1401号，并更名为浦东殡仪馆。